# Gladys Knight & the Pips
Gladys Knight & the Pips fue un grupo musical R&B / soul de Atlanta, Georgia, que se mantuvo activo en las listas de música y el circuito de espectáculos durante tres décadas.
Partiendo simplemente de The Pips en 1952, derivado del apodo de un primo, los miembros fundadores fueron Gladys Knight, su hermano Merald "Bubba" Knight, su hermana Brenda Knight y sus primas Eleanor y William Guest. Después de un par de años actuando en shows de talentos, el grupo firmó con Brunswick Records en 1957, grabando un par de sencillos que no llegaron a las listas de éxitos. Brenda Knight y Eleanor Guest finalmente fueron reemplazadas por otro primo, Edward Patten y un no pariente, Langston George en 1959. Esta alineación produjo el primer sencillo del grupo, "Every Beat of My Heart". Después de que el sencillo fuera lanzado en tres sellos diferentes, cambiaron su nombre a Gladys Knight & the Pips en 1961. Langston George se fue el mismo año y Gladys Knight se fue en 1962 para comenzar una familia con el músico Jimmy Newman. Knight se reincorporó en 1964 y esta alineación continuó hasta la disolución del grupo en 1989.
El grupo alcanzó el éxito comercial después de firmar con Motown Records en 1966. Después de un año y medio, el grupo grabó la primera versión individual de "I Heard It Through the Grapevine" en 1967, al que siguieron una serie de sencillos de éxito que incluyen "Nitty Gritty", "Friendship Train", "If I Were Your Woman" y ""Neither One of Us (Wants to Be the First to Say Goodbye)", antes de dejar Motown para firmar un nuevo contrato discográfico con Buddah Records en 1973, donde grabaron los éxitos ""Best Thing That Ever Happened to Me", "I've Got to Use My Imagination" y su primer sencillo número uno, "Midnight Train to Georgia". Las dificultades contractuales con sus sellos discográficos obligaron al grupo a grabar proyectos paralelos hasta 1980, cuando firmaron con Columbia Records. Los éxitos posteriores incluyeron "Save the Overtime (For Me)" y el sencillo ganador del Grammy "Love Overboard". En 1989, el grupo se disolvió, los Pips se retiraron y Knight se embarcó en una exitosa carrera en solitario.
Gladys Knight & the Pips son múltiples ganadores de los premios Grammy y American Music Award y fueron incluidos en el Salón de la Fama del Rock and Roll y el Salón de la Fama de los Grupos Vocales en 1996 y 2001, respectivamente.

## Historia

### Primeros años
Gladys Knight realizó en 1952 una actuación en el concurso de talentos Ted Mack 's original Amateur Hour a la edad de siete años, ganando el primer premio. El 4 de septiembre de 1952, Gladys, Bubba, su hermana Brenda y sus primos William y Eleanor Guest comenzaron a actuar juntos durante la fiesta de cumpleaños de Bubba después de que un tocadiscos no funcionara correctamente. Poco después, el quinteto acordó formar un grupo bajo la insistencia de la madre de Gladys, Elizabeth Knight. Se decidieron por el nombre The Pips, inspirados en el apodo de su primo James "Pip" Woods. Para 1955, el grupo comenzó a presentarse en el circuito de espectáculos de talentos en su ciudad natal, Atlanta, ganando cada espectáculo de talentos en el que se presentaron. Este éxito les permitió un contrato con la compañía discográfica Brunswick Records en 1957. El grupo lanzó dos grabaciones que no alcanzaron a entrar en las listas de éxitos. 
En 1959, Brunswick calceló el contrato y tanto Brenda Knight como Eleanor Guest abandonaron el grupo para formar familias. Fueron reemplazadas por otro primo, Edward Patten, y un amigo, Langston George. Patten y George estuvieron involucrados en otro grupo antes de unirse a los Pips. En 1961, grabaron una versión de "Every Beat of My Heart" de Johnny Otis. Debido a que el grupo no tenía sello discográfico, un sello local de Atlanta, Huntom Records, editó el disco y consiguió un acuerdo de distribución con Vee-Jay Records para lanzar el sencillo. Durante este tiempo, el grupo se mudó a Nueva York, donde audicionó para Bobby Robinson en Fury Records. Al enterarse de que "Every Beat of My Heart" ya se estaba convirtiendo en un éxito, Robinson hizo que el grupo volviera a grabar la canción y la volviera a lanzar en Fury Records. Ambas versiones llegaron a las listas de Billboard, con la versión Huntom / Vee-Jay alcanzando el número seis en el Billboard Hot 100. Antes del relanzamiento de Fury Records, el grupo cambió su nombre a Gladys Knight & the Pips. Más tarde, en 1961, el cuarteto recientemente bautizado lanzó el sencillo "Letter Full of Tears", que se convirtió en otro éxito entre los 40 principales a principios de 1962. Después de una serie de lanzamientos individuales en Fury Records, Langston George dejó el grupo en 1962.
El éxito del grupo fue detenido por la repentina partida de Gladys Knight en 1962 para formar una familia con su esposo Jimmy Newman. Knight dio a luz a su hijo James Gaston Newman III en agosto de ese mismo año y en noviembre de 1963 a su hija Kenya Maria Newman. Durante este período, los Pips siguieron actuando y grabando ocasionalmente mientras Gladys Knight comenzó a actuar en solitario con Jimmy Newman como su director musical. Finalmente Gladys se reunió con los Pips y firmó con un sello local de Nueva York, Maxx Records. Durante este período, el grupo estaría dirigido por Maurice King y Cholly "Pops" Atkins. El grupo grabó un tercer sencillo de éxito "Giving Up" de Van McCoy.
El grupo desarrolló una reputación de actuaciones en vivo emocionantes y pulidas que les permitieron trabajar incluso sin el beneficio de los discos más vendidos. El coreógrafo Atkins diseñó rutinas de baile de "paso rápido" que se convirtieron en una firma de la presentación en el escenario de los Pip. Atkins luego describió su relación laboral y personal con el grupo en su autobiografía, Class Act: The Jazz Life of Choreographer Cholly Atkins: "Lo único que me complació fue una estipulación en mi contrato que me permitió seguir trabajando con Gladys Knight & the Pips como clientes personales a pesar de que sería un empleado de Motown Records. A decir verdad, Gordy no estaba". Al principio estoy muy contento, pero esto es algo que no comprometería bajo ninguna circunstancia. ¡Para entonces, Gladys y los muchachos eran como mis propios hijos! ". El grupo se destacó en las giras durante este período con la voz principal contralto de Knight y la impecable coreografía de Pips y las voces de fondo características que se convirtieron en destacados.
A finales de 1965, Berry Gordy presionó para que el grupo firmara con su legendario sello Motown Records. Aunque los tres Pips querían firmar con el sello, Gladys Knight inicialmente se negó, debido a sus temores de que el sello discográfico los pasaría por alto a los artistas más populares en su lista. Firmarían con Motown en 1966, siendo asignados al sello Motown Soul Records, un sello que presentaba sencillos que tenían más sabor a R&B que a pop. Su primer sencillo de Motown, "Just Walk in My Shoes", fue un éxito en el Reino Unido, pero el grupo estaba decepcionado por los coros realizados por el grupo The Andantes en los arreglos de la canción. También fueron uno de los pocos artistas de Motown que no se presentaron regularmente en Motortown Revues del sello, con la excepción de un especial navideño en el Fox Theater de Detroit, grabado para el álbum, Motortown Revue Live. Un segundo sencillo, "Take Me in Your Arms and Love Me", también llegó a las listas de éxitos en el Reino Unido.
Su tercer sencillo en Motown, "Everybody Needs Love", se convirtió en el primer éxito estadounidense del grupo en dos años, alcanzando el número 39 en el Billboard Hot 100 y el número tres Hot R&B después de su lanzamiento en 1967. En el programa de televisión de A&E Network, Biography, Knight declaró que ella y los Pips fueron considerados como artistas de segunda, y que " Diana (Ross) y las Supremes, The Temptations y Marvin Gaye recibieron todos los éxitos, mientras nosotros tomamos las sobras". En la autobiografía de Knight, Between Each Line of Pain and Glory: My Life Story, declaró que Diana Ross había eliminado al grupo como telonero de The Supremes en una gira de 1968 por, según Knight, ser demasiado bueno. El grupo finalmente logró un gran avance en su carrera con su cuarto sencillo de Motown, "I Heard It Through the Grapevine", que alcanzó el número 2 en el Billboard Hot 100 y el número uno en las listas de R&B. La grabación del grupo se convirtió en el sencillo más vendido de Motown hasta ese momento, vendiendo más de 2.5 millones de copias. La versión de la canción de Marvin Gaye, lanzada en 1968, superó la versión del grupo, vendió cuatro millones de copias y alcanzó el número uno en el Hot 100. En 1968, mientras estaban en Motown, el grupo actuó junto a unos todavía desconocidos Jackson Five en Gary (Indiana), tras los cual Gladys Knight recomendó a Gordy que los contratara para su sello.
Tras el éxito de "Grapevine", el grupo trabajó con frecuencia con Norman Whitfield. Whitfield les produjo los éxitos, "The End of Our Road", "It Should've Been Me", "Friendship Train", "Nitty Gritty" y "You Need Love Like I Do (Don't You)". También grabaron "Didn't You Know (Ashn't You Cry Sometime)" de Ashford & Simpson en 1969. Tuvieron su segundo sencillo en Motown con millones de ventas con la balada "If I Were Your Woman" en 1970. Otro balada, la autocompuesta "I Don't Want to Do Wrong", se convirtió en otro sencillo de ventas millonarias. A finales de 1971, lanzaron una versión conmovedora de "Help Me Make It Through the Night" de Kris Kristofferson, que se convirtió en un éxito internacional. El grupo lanzó la balada de Jim Weatherly, "Neither One of Us (Wants to Be the First to Say Goodbye)" en diciembre de 1972, el sencillo se convertiría en su último sencillo lanzado con el sello. Mientras el sencillo estaba en las listas, el grupo trató de negociar un mejor contrato con Motown. Las negociaciones fracasaron semanas después y en febrero de 1973, el grupo dejó Motown y firmó con Buddah Records. "Neither One of Us" se convirtió en su single más vendido en Motown, alcanzando el número dos en el Billboard Hot 100 y ganando un Grammy a la mejor actuación pop de un dúo o grupo con voces.

## Tomando el "Tren de medianoche" a Buddah Records
Después de la firma con Buddah Records, el sello emitió otra balada de Weatherly, "Where Peaceful Waters Flow", lanzada al mismo tiempo que "Neither One of Us" y un sencillo póstumo de Motown, "Daddy could Swear, I Declare". La canción se convirtió en un éxito modesto. El grupo alcanzó su pico popular y crítico poco después, comenzando con el lanzamiento de otra canción de Weatherly, "Midnight Train to Georgia" en agosto de 1973. La canción finalmente alcanzó el número uno en las listas de singles Billboard Hot 100 y R&B.
Este sencillo se publicó en el álbum, Imagination, que lanzó dos sencillos más, "I've Got to Use My Imagination" y "Best Thing That Ever Happened to Me". El álbum fue un éxito de ventas, con más de un millón de copias vendidas. El lanzamiento de Imagination provocó una serie consecutiva de álbumes certificados como disco de oro para el sello, incluida la banda sonora de la película, Claudine. En 1975, el grupo tuvo su propio programa de variedades en la televisión, The Gladys Knight & the Pips Show, que se emitió durante cuatro episodios en la cadena NBC. Durante este tiempo, el grupo grabó más éxitos individuales, incluyendo "I Feel a Song (In My Heart) "," Part-Time Love ","Love Finds Its Own Way" y la grabación en vivo,"The Way We Were / Try to Remember".
En 1977, el grupo tuvo disputas contractuales con Motown y Buddah Records. Después de pedir que Buddah los liberara de su contrato, el sello obligó a la banda a grabar proyectos paralelos mientras se solucionaba la disputa. Entre 1978 y 1980, Knight lanzó dos álbumes en solitario y los Pips lanzaron dos álbumes secundarios. En un segmento para el especial de televisión de Richard Pryor, los Pips (menos Gladys) aparecieron en su programa interpretando sus versos de respaldo para las canciones "I Heard It Through the Grapevine" y "Midnight Train to Georgia". Durante las partes donde Gladys cantaba, la cámara se enfocaba en un micrófono independiente. El grupo todavía actuó juntos durante este período, que terminó con la firma del grupo con Columbia Records (hoy Sony) en 1980.

## Últimos años
En 1980, después de firmar con Columbia, el grupo se reunió con la pareja de compositores Ashford & Simpson, para grabar y lanzar el álbum, About Love, que incluía los sencillos "Taste of Bitter Love", "Bourgie, Bourgie" y "Landlord". Continuaron la colaboración con el dúo en su siguiente trabajo, Touch, publicado en 1981 y que incluía el sencillo "I Will Fight", y una versión de " I Will Survive ". También en 1981, el grupo proporcionó importantes voces de acompañamiento para Kenny Rogers en su nueva versión de "Share Your Love with Me" de Bobby "Blue" Bland". 
Tras finalizar una gira internacional de un año, el grupo grabó su tercer álbum en Columbia, Visions, publicado en 1983. El sencillo principal, "Save the Overtime (For Me)", le dio al grupo su primer número uno en la lista R&B en ocho años. El video que acompaña a la canción se convirtió en uno de los primeros videos de R&B en incorporar elementos de la cultura hip-hop. Después de que Knight participó en proyectos en solitario, incluida una exitosa colaboración en la canción, "What's What Friends Are For", el grupo firmó con MCA Records y lanzó su álbum final, All Our Love, que fue certificado disco de oro e incluyó los éxitos "Lovin 'On Next to Nothin'" y su sencillo número uno ganador del Grammy, "Love Overboard". En 1988, la banda también ganó un premio Soul Train Music Award por su trayectoria profesional. Gladys Knight & the Pips se embarcaron en su gira final en 1988 y se disolvieron cuando esta concluyó.

## Honores, carreras en solitario y fallecimientos
Tras la disolución amistosa del grupo en 1989, Edward Patten y William Guest formaron su propia compañía de producción en Detroit, "Guest and Patten Productions", más tarde rebautizada como "Crew Entertainment Company". A Patten le diagnosticaron diabetes, lo que le provocó la amputación de ambas piernas. Falleció a consecuencia de esta enfermedad el 25 de febrero de 2005 en Livonia (Míchigan). William Guest continuó liderando la compañía con miembros de la familia de Patten hasta su muerte por insuficiencia cardíaca congestiva en Detroit el 24 de diciembre de 2015. Dos años antes, Guest, con ayuda de su hermana, Dame Dhyana Ziegler, había publicado su autobiografía, Midnight Train FROM Georgia: A Pip's Journey. El 23 de agosto de 1997, el miembro original de Pips, Eleanor Guest, murió de insuficiencia cardíaca. Langston George murió el 19 de marzo de 2007 de insuficiencia cardíaca congestiva.
Bubba Knight continuó supervisando la carrera de su hermana, siendo su mánager de gira y ocasionalmente uniéndose a Gladys en el escenario durante las presentaciones. Gladys Knight grabó el tema musical de la película de James Bond, Licence to Kill en 1989, que se convirtió en un top ten en el Reino Unido. Dos años más tarde, lanzó el álbum, Good Woman, que incluía una versión a dúo nominada al Grammy de "Superwoman", grabada con Dionne Warwick y Patti LaBelle. Un álbum de 1994, Just for You, presentó los éxitos "I Don't Wanna Know" y su versión de Boyz II Men, "End of the Road". Como miembro de La Iglesia de Jesucristo de los Santos de los Últimos Días, a veces dirige el coro de Voces Unificadas de los Santos.
El grupo fue incluido en el Salón de la Fama del Rock and Roll en 1996, el Salón de la Fama de los Grupos Vocales en 2001 y recibió un Premio a la Trayectoria de la Fundación Rhythm & Blues en 1998. Gladys Knight y los Pips están clasificados como el noveno grupo más exitoso en aparecer en The Billboard Top 40 Book of R&B and Hip-Hop Hits (2005). También se clasificaron con el número 91 en el Top 100 Artists of Rock n 'Roll de VH1. En junio de 2006, Gladys Knight & the Pips fueron incluidos en el Salón de la Fama del Teatro Apollo en la ciudad de Nueva York. En 2017, el grupo fue incluido en el Salón de la Fama de Rhythm & Blues.
El 25 de junio de 2019, The New York Times Magazine incluyó a Gladys Knight & the Pips entre cientos de artistas cuyo material fue destruido en el Incendio de Universal Studios de 2008.

## Miembros

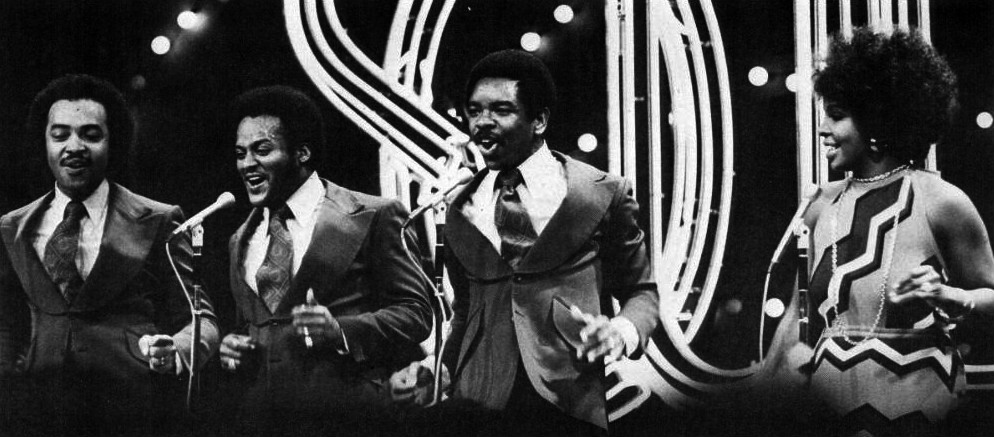
Momento de una actuación en el programa de televisión Soul Train, en 1974

- Gladys Knight (1952–1962, 1964–1989)
- Merald "Bubba" Caballero (1952–1989)
- William Guest (1952–1989; fallecido en 2015)
- Brenda Knight (1952–1959)
- Eleanor Guest (1952–1959; fallecida en 1997)
- Edward Patten (1959–1989; fallecido en 2005)
- Langston George (1959–1962; fallecido en 2007)
- Chris Morante (1988)
- Mike Cannon (personaje ficticio del programa de NBC "Las Vegas" interpretado por James Lesure) (2005